# Асоро
Асо̀ро (на италиански: Assoro, на сицилиански Assoru, Асору) е град и община в южна Италия, провинция Ена, в автономен регион и остров Сицилия. Разположен е на 850 m надморска височина. Населението на града е 5389 души (към 30 декември 2010 г.).